# August Eduard Preuß
Pour les articles homonymes, voir Preuss.
August Eduard Preuß (né le 13 mars 1801 à Kaukehmen, Prusse-Orientale et mort le 7 juin 1839 à Königsberg) est un enseignant et auteur prussien.

## Biographie
Preuß est le fils du chirurgien d'arrondissement de Kaukehmen. Il suit des cours particuliers au domicile de ses parents puis étudie au Collège Fridericianum de Königsberg. À partir de l'automne 1821, il étudie la théologie à l'Université de Königsberg, où Gustav Friedrich Dinter (1760-1831) devint plus tard son parrain. Avant même de terminer ses études, en août 1824, il est employé comme professeur assistant à l'orphelinat royal de Königsberg à la porte de Sackheim. Preuß apporte une contribution extraordinaire à l'expansion de cette institution, qui comprend en dernier lieu un séminaire d'enseignants, une école de garçons, une école préparatoire et une école de formation et dont il est directeur depuis le 22 janvier 1829.
Le 18 mars 1831, Preuß se marie avec Rosalie Stehr, la plus jeune fille du conseiller du gouvernement Stehr, avec qui il a trois enfants. Malgré sa santé fragile, outre ses activités éducatives et organisationnelles, il écrit coup sur coup plusieurs ouvrages de non-fiction depuis 1835. À la demande du gouvernement, il fonde également la revue Der Volksschulfreund, dont le premier numéro paraît le 1er avril 1837 et qui paraît chaque semaine jusqu'en 1909 - sous une direction éditoriale différente. Preuß profondément religieux et patriote souffre le jour de son anniversaire en 1839 d'une hémorragie, attribuée à son surmenage et dont il ne se remet jamais ; il décède le 7 juin 1839 à l'âge de 38 ans seulement. Son livre de lecture Preußischer Kinderfreund, publié avec JA Vetter, est réédité pour la 106e fois en 1859 et sert de modèle pour un livre de lecture correspondant pour les écoles.

## Œuvres (sélection)
- Preußische Landes- und Volkskunde oder Beschreibung von Preußen. Ein Handbuch für die Volksschullehrer der Provinz Preußen, so wie für alle Freunde des Vaterlandes. Gebrüder Bornträger, Königsberg, 1835 (Volltext) (Register).
- avec J. A. Vetter: Preußischer Kinderfreund. Bon, Königsberg, 1836.
- avec J. A. Vetter: Deutscher Kinderfreund. Teil 2: Für die Oberklasse der Volksschulen und die mittleren Klassen der höheren Lehranstalten. 11e édition, Königsberg, 1865 (Volltext).